# ألفرد كالدويل
ألفرد كالدويل (بالإنجليزية: Alfred Caldwell)‏ هو مهندس معماري أمريكي، ولد في 26 مايو 1903 في سانت لويس في الولايات المتحدة، وتوفي في 1998 في Bristol (town), Kenosha County, Wisconsin ‏ في الولايات المتحدة.